# Columbus Athletic Supply 1937-1938
La stagione 1937-38 dei Columbus Athletic Supply fu l'unica nella NBL per la franchigia.
I Columbus Athletic Supply arrivarono sesti nella Eastern Division con un record di 1-12, non qualificandosi per i play-off.

## Roster
| N° | Naz.                   | Ruolo | Sportivo          | Anno | Alt. | Peso |
| -- | ---------------------- | ----- | ----------------- | ---- | ---- | ---- |
|    | Stati Uniti (bandiera) | AC    | Cookie Cunningham | 1905 | 191  | 95   |
|    | Stati Uniti (bandiera) | GA    | Herb Hutchisson   | 1915 |      |      |
|    | Stati Uniti (bandiera) | GA    | Woody Pitzer      | 1910 | 183  | 73   |
|    | Stati Uniti (bandiera) | AC    | George Loucks     | 1915 | 193  | 88   |
|    | Stati Uniti (bandiera) | G     | Denny Elliott     | 1914 | 175  | 68   |
|    | Stati Uniti (bandiera) | G     | Clyde Anton       |      |      |      |
|    | Stati Uniti (bandiera) | C     | Norm Wagner       | 1912 | 196  | 91   |
|    | Stati Uniti (bandiera) | GA    | Bob McConnell     | 1912 |      |      |
|    | Stati Uniti (bandiera) | A     | Jack Sullivan     | 1916 | 185  | 83   |
|    | Stati Uniti (bandiera) | G     | Sam Busich        | 1913 | 175  | 66   |
|    | Stati Uniti (bandiera) | A     | Gene Scholz       | 1917 | 173  | 73   |
|    | Stati Uniti (bandiera) | C     | Beanie Berens     | 1913 | 196  | 86   |
|    | Stati Uniti (bandiera) | A     | Miller            |      |      |      |
|    | Stati Uniti (bandiera) | G     | Buck Lamme        | 1905 | 188  | 82   |

## Staff tecnico
- Allenatore: Cookie Cunningham